# 13.º distrito congresional de Carolina del Norte
El 13.º distrito congresional es un distrito congresional que elige a un Representante para la Cámara de Representantes de los Estados Unidos por el estado de Carolina del Norte.  Según la Oficina del Censo, en 2011 el distrito tenía una población de 745 352 habitantes. Actualmente el distrito está representado por el Republicano George Holding.

## Demografía
Según la Oficina del Censo de los Estados Unidos, en 2011 había 745 352 personas residiendo en el 13.º distrito congresional. De los 745 352 habitantes, el distrito estaba compuesto por 475 469 (63.8%) blancos; de esos, 463 036 (62.1%) eran blancos no latinos o hispanos. Además 211 492 (28.4%) eran afroamericanos o negros, 2 536 (0.3%) eran nativos de Alaska o amerindios, 19 866 (2.7%) eran asiáticos, 111 (0%) eran nativos de Hawái o isleños del Pacífico, 33 958 (4.6%) eran de otras razas y 14 353 (1.9%) pertenecían a dos o más razas. Del total de la población 75 781 (10.2%) eran hispanos o latinos de cualquier raza; 47 296 (6.3%) eran de ascendencia mexicana, 6 831 (0.9%) puertorriqueña y 1 606 (0.2%) cubana. Además del inglés, 2 576 (9.2%) personas mayor a cinco años de edad hablaban español perfectamente.
El número total de hogares en el distrito era de 293 215, y el 62.7% eran familias en la cual el 30.3 tenían menores de 18 años de edad viviendo con ellos. De todas las familias viviendo en el distrito, solamente el 43.7% eran matrimonios. Del total de hogares en el distrito, el 4.5 eran parejas que no estaban casadas, mientras que el 0.5% eran parejas del mismo sexo. El promedio de personas por hogar era de 2.47. 
En 2011 los ingresos medios por hogar en el distrito congresional eran de US$44 577, y los ingresos medios por familia eran de US$70 654. Los hogares que no formaban una familia tenían unos ingresos de US$109 129. El salario promedio de tiempo completo para los hombres era de US$40 650 frente a los US$35 911 para las mujeres. La renta per cápita para el distrito era de US$23 853. Alrededor del 13% de la población estaban por debajo del umbral de pobreza.